# Serie A 1936 (pallapugno)
La Serie A di pallapugno 1936 si svolse dal 20 al 27 settembre 1936: al torneo parteciparono due società sportive della città di Alba.

## Formula
Le due squadre iscritte hanno disputato la finale in gara unica, ma la sospensione dell'incontro per oscurità ha portato alla ripetizione della partita.

## Squadre partecipanti
Parteciparono al torneo due società sportive della città di Alba.
| Squadra | Provenienza | Campionati di Serie A | Risultato 1935 |
| ------- | ----------- | --------------------- | -------------- |
| Alba 1  | Piemonte    | 8                     | 2° in Serie A  |
| Alba 2  | Piemonte    | 1                     | -              |

## Formazioni
| Squadra | Battitore   | Spalla   | Terzini             |
| ------- | ----------- | -------- | ------------------- |
| Alba 1  | Paolo Rossi | Gioietti | Dellavalle, Isnardi |
| Alba 2  | Gavello     | Bonino   | Cane, Priasco       |

## Torneo

### Finale
| 20 set. (Torino) | Alba 1 - Alba 2 | 10 - 8 |
| 27 set. (Torino) | Alba 1 - Alba 2 | 9 - 7  |

## Verdetti
- Alba 1 Campione d'Italia 1936 (1º titolo)